# Stan zachowania (numizmatyka)
Stan zachowania – w numizmatyce kategoria przypisywana monecie lub banknotowi w zależności od widocznych efektów zużycia lub stopnia zniszczenia numizmatu. W numizmatyce polskiej w odniesieniu do monet, głównie w popularnych katalogach, korzysta się zazwyczaj ze skali opartej na czterech kategoriach:
1. Stan I (menniczy) – określenie stanu monety, która nie była w obiegu. Odpowiednikiem w języku angielskim jest uncirculated, a w języku niemieckim stempelglanz,
2. Stan II (bardzo dobry) – określenie stanu monety, która była bardzo krótko w obiegu, z minimalnymi śladami użytkowania na wystających elementach rysunku. Odpowiednikiem w języku angielskim jest extremely fine, a w języku niemieckim vorzüglich.
3. Stan III (dobry) – określenie stanu monety obiegowej o niewielkim stopniu zużycia, bez poważnych uszkodzeń. Odpowiednikiem w języku angielskim jest very fine, a w języku niemieckim sehr schön.
4. Stan IV (dostateczny) – określenie stanu monety obiegowej o znacznym stopniu zużycia powierzchni, gdy niewielkie szczegóły na wystających elementach rysunku uległy wytarciu. Odpowiednikiem w języku angielskim jest fine, a w języku niemieckim schön.

Dość często w ocenie stanu zachowania używa się powyższych kategorii uzupełnionych o znaki „+” lub „-”, np. I-, II+.
Niekiedy w polskich źródłach w odniesieniu do monet sugerowana jest również szersza – siedmiostopniowa skala stanów zachowania.
W numizmatyce polskiej w odniesieniu do banknotów stosuje się skalę opartą na siedmiu lub ośmiu stopniach rozszerzanych o podkategorie ze znakiem „+” lub „-”.
W numizmatyce amerykańskiej powszechną jest opracowana w 1949 r. 70-punktowa skala Sheldona, stosowana niekiedy na początku XXI w. również w Polsce, ze względu na wykorzystywanie jej przez międzynarodowe firmy przeprowadzające grading monet i banknotów.